# 라디아토리
라디아토리(이탈리아어: radiatori, 단수: radiatore 라디아토레[*])는 이탈리아의 파스타이다. 작고 압착한 듯 얇은 형태이다. 모양으로는 로티니와 비슷하지만 그 가장자리가 더 짧고 더 두껍다. 라디아토리는 보통 로텔레나 푸질리와 비슷하게 요리하며 그 모양 때문에 진한 소스에 잘 어울린다.
특징으로 본다면 파스타의 한 종류로 표면에 짧고 구불거리는 잔물결 무늬가 있다. 표면의 잔물결 모양이 마치 라디에이터(radiator)를 연상하게끔 한다. 실제로 1960년대에 라디에이터를 보고 아이디어를 얻었다는 이야기도 있다.